# Томита, Коитиро
| Открытые астероиды: 9 | Открытые астероиды: 9 |
| --------------------- | --------------------- |
| 2252 CERGA            | 1 ноября 1978         |
| 3056 INAG             | 1 ноября 1978         |
| 3765 Texereau         | 16 сентября 1982      |
| (4051) Хатанака       | 1 ноября 1978         |
| 8788 Labeyrie         | 1 ноября 1978         |
| 8986 Kineyayasuyo     | 1 ноября 1978         |
| 11258 Aoyama          | 1 ноября 1978         |
| (32738) 1978 VT1      | 1 ноября 1978         |
| (69234) 1978 VO2      | 1 ноября 1978         |

Коитиро Томита (яп. 冨田 弘一郎 Томита Ко:итиро:, 16 февраля 1925 — 22 мая 2006) — японский астроном и первооткрыватель астероидов, который работал в исследовательском центре CERGA. С 1947 по 1985 год активный наблюдатель комет и астероидов, первооткрыватель кометы C/1964 L1 (Томита-Гербер-Хонда). В период с 1978 по 1982 год в центре CERGA обнаружил в общей сложности 9 астероидов.
Стал пионером в области популяризации астрономии в Японии. Является автором ряда книг по астрономии, одна из которых в 1982 году была переведена на русский язык и издана в СССР.
В знак признания его заслуг одному из астероидов было присвоено его имя (2391) Томита.